# Anne F. Garréta
Anne Françoise Garréta (geboren 1962 in Paris) ist eine französische Schriftstellerin.

## Leben
Anne Garréta besuchte die École normale supérieure de Fontenay-Saint-Cloud. Sie erlangte die License de Lettres an der Université Paris IV (Paris-Sorbonne), studierte weiter an der Université Paris VII (Diderot) und promovierte 1988 an der New York University. Sie lehrte an der Princeton University und an der University of Virginia (Charlottesville), bevor sie an der Duke University Research Professor of Literature wurde. Seit 1995 lehrte Garréta an den Universitäten Rennes 2 und Paris 7 (Diderot). Von 2008 bis 2018 war sie Research Professor am Department of Romance Studies Trinity College of Arts & Sciences.
Ihr erster Roman Sphinx erschien 1986 bei Grasset. Im Jahr 1999 wurde sie mit dem Buch La Décomposition in die Künstlergruppe Oulipo aufgenommen.
2011 wurde sie in die Jury des Prix Médicis bestellt.

## Werke (Auswahl)
- Sphinx. Roman. Paris : Grasset, 1986.
  - Sphinx. Übersetzung Alexandra Baisch. Nachwort von Antje Rávic Strubel. Gräfelfing : Edition fünf, 2016, ISBN 978-3-942374-83-5.
- Fins De Romans, XVII--XVIII Siècles : Stylistique, Rhétorique, Poétique D'un Lieu Textuel. New York : ProQuest NYU, 1987.
- Pour en finir avec le genre humain. François Bourin, 1987.
- Ciels liquides. Roman. Paris : Grasset, 1990.
- La Décomposition. Roman. Paris : Grasset, 1999.
- Pas un jour. Paris : Grasset, 2002.
- mit Jacques Roubaud: Éros Mélancolique. Roman. Paris : Grasset, 2009.

## Auszeichnungen
- 1991/92: Stipendiatin der Académie de France à Rome  (Villa Médicis) in Rom
- 2002: Prix Médicis für Pas un jour
- 2018: Albertine Prize für Not one Day[1]